# Eoscopus lockardi
L'eoscopo (Eoscopus lockardi) è un anfibio estinto appartenente ai temnospondili. Visse nel Carbonifero superiore (Pennsylvaniano, circa 300 milioni di anni fa) e i suoi resti fossili sono stati ritrovati in Nordamerica (Kansas).

## Descrizione
Questo animale era di piccole dimensioni, e non doveva superare di molto i 15 centimetri di lunghezza. Il cranio era grande rispetto al resto del corpo e di forma tondeggiante, con due grandi orbite piuttosto vicine fra loro. Le proporzioni del corpo erano molto simili a quelle di un altro anfibio carbonifero, Amphibamus. Il cranio, tuttavia, differiva a quest'ultimo in alcuni dettagli (l'osso palatino era quasi a ridosso del margine dell'orbita). Lo scheletro di Eoscopus, benché gracile, era pienamente ossificato, comprese tutte le ossa carpali.

## Classificazione
Eoscopus lockardi è stato descritto per la prima volta nel 1994, sulla base di fossili ritrovati in Kansas occidentale in strati risalenti alla fine del Carbonifero superiore. Eoscopus è stato attribuito alla famiglia degli anfibamidi, un gruppo di anfibi temospondili di piccole dimensioni, a volte ritenuto all'origine degli anuri (rane e rospi). 

## Paleoecologia
Lo scheletro pienamente ossificato di Eoscopus fa supporre che questo animale fosse molto agile e pienamente terrestre. Il suo ruolo ecologico potrebbe essere stato simile a quello di alcune lucertole insettivore attuali, come piccole iguane.